# 용자 시리즈
용자 시리즈(勇者シリーズ 유샤 시리즈[*])는 선라이즈, 다카라토미, TV 아사히, 도큐 에이전시가 1990년부터 1998년에 걸쳐 제작한 일련의 로봇 애니메이션 작품의 통칭이다.(보통 선라이즈와 반다이가 같이 제작하지만 용자 시리즈는 예외적으로 반다이가 아닌 다카라토미와 제작하였다.)

## 용자 시리즈의 역사
| 감독                           | 제목                 | 원제                   | 방송 기간                         | 화수            | 시대 설정                                      | 국내수입명 |
| ------------------------------ | -------------------- | ---------------------- | --------------------------------- | --------------- | ---------------------------------------------- | --- |
| 야타베 카츠요시 (야타베 3부작) | 용자 엑스카이저      | 勇者エクスカイザー     | 1990년 2월 3일 ~ 1991년 1월 26일  | 전48화          | 서기 2001년 ~ 2002년                           | 킹카이저 (알파 과학/알파 토이) (1993년 ~ 1994년)                                                                             |
| 야타베 카츠요시 (야타베 3부작) | 태양의 용자 파이버드 | 太陽の勇者ファイバード | 1991년 2월 2일 ~ 1992년 2월 1일   | 전48화(총96화)  | 서기 2010년 ~ 2011년                           | 지구용사 선가드 (KBS, 투니버스) (1996년 ~ 1997년)                                                                            |
| 야타베 카츠요시 (야타베 3부작) | 전설의 용자 다간     | 伝説の勇者ダ・ガーン   | 1992년 2월 8일 ~ 1993년 1월 23일  | 전46화(총142화) | 현재(서기 1992년 ~ 1993년)                     | 전설의 용사 다간 (장 프로덕션(비디오), SBS, 투니버스, 재능TV) (1994년 ~ 1995년, 1998년) 그레이트 다간 (KBS) (1995년, 1997년) |
| 타카마츠 신지 (타카마츠 3부작) | 용자특급 마이트가인  | 勇者特急マイトガイン   | 1993년 1월 30일 ~ 1994년 1월 22일 | 전47화(총189화) | 서기 2050년 (쇼와 125년) ~ 2051년 (쇼와 126년) | 용자특급 마이트가인 (손오공(비디오), KBS, 투니버스) (1998년, 2000년)                                                         |
| 타카마츠 신지 (타카마츠 3부작) | 용자경찰 제이데커    | 勇者警察ジェイデッカー | 1994년 2월 5일 ~ 1995년 1월 28일  | 전48화(총237화) | 서기 2011년 ~ 2012년                           | 로봇수사대 K캅스 (MBC, 투니버스) (1996년)                                                                                    |
| 타카마츠 신지 (타카마츠 3부작) | 황금용자 골드런      | 黄金勇者ゴルドラン     | 1995년 2월 4일 ~ 1996년 1월 27일  | 전48화(총285화) | 현재(서기 1995년 ~ 1996년)                     | 황금로봇 골드런 (KBS, 투니버스) (1998년 ~ 1999년)                                                                            |
| 모치즈키 토모미                | 용자지령 다그온      | 勇者指令ダグオン       | 1996년 2월 3일 ~ 1997년 1월 25일  | 전48화(총333화) | 현재(서기 1996년 ~ 1997년)                     | 로봇용사 다그온 (SBS, 재능TV) (2002년)                                                                                       |
| 요네타니 요시토모              | 용자왕 가오가이가    | 勇者王ガオガイガー     | 1997년 2월 1일 ~ 1998년 1월 31일  | 전49화(총382화) | 서기 2005년 ~ 2006년                           | 사자왕 가오가이거 (KBS, 투니버스, 애니박스) (1999년)                                                                         |

## 메카

### 용자 엑스카이저(勇者エクスカイザー) (1990년 ~ 1991년) (시대 설정: 서기2001년~2002년) (한국 미방영)
- 엑스카이저(エクスカイザー) (제1화(1990.02.03)부터 등장)
  - 킹 엑스카이저(キングエクスカイザー) (엑스카이저(エクスカイザー) + 킹 로더(キングローダー)) (제2화(1990.02.10)부터 등장)
    - 그레이트 엑스카이저(グレートエクスカイザー) (킹 엑스카이저(キングエクスカイザー) + 드래곤 제트(ドラゴンジェット)) (엑스카이저의 "퍼펙트 합체") (제32화(1990.09.22)부터 등장)

  - 드래곤 카이저(ドラゴンカイザー) (엑스카이저(エクスカイザー) + 드래곤 제트(ドラゴンジェット)) (제28화(1990.08.18)부터 등장)
- 울트라 레이커(ウルトラレイカー) (그린 레이커(グリーンレイカー) + 블루 레이커(ブルーレイカー)) (제2화(1990.02.10)부터 등장)
- 갓 맥스(ゴッドマックス) (스카이 맥스(スカイマックス) + 대시 맥스(ダッシュマックス) + 드릴 맥스(ドリルマックス)) (제3화(1990.02.17)부터 등장)

우주해적 가이스터(宇宙海賊ガイスター) (악역 메카)
- 다이노 가이스트(ダイノガイスト) (우주해적 가이스터(宇宙海賊ガイスター)의 리더) (제1화(1990.02.03)부터 등장)
- 프테라 가이스트(プテラガイスト) (《트랜스포머(戦え!超ロボット生命体トランスフォーマー)》(1985년 ~ 1986년)/《트랜스포머 2010(戦え!超ロボット生命体トランスフォーマー2010)》(1987년)/《트랜스포머: 더 헤드마스터즈(トランスフォーマー ザ☆ヘッドマスターズ)》(1987년 ~ 1988년)의 30 스우프(スワープ)의 재탕) (제1화(1990.02.03)부터 등장) (완구 미출시)
  - 매드 가이스터(マッドガイスター) (프테라 가이스트(プテラガイスト) + 썬더 가이스트(サンダーガイスト) + 혼 가이스트(ホーンガイスト) + 아머 가이스트(アーマーガイスト)) (제32화(1990.09.22)에서만 등장) (완구 미출시)
  - 프테더(プテダー) (프테라 가이스트(プテラガイスト) + 썬더 가이스트(サンダーガイスト)) (제33화(1990.09.29)부터 등장) (완구 미출시)
- 썬더 가이스트(サンダーガイスト) (《트랜스포머(戦え!超ロボット生命体トランスフォーマー)》(1985년 ~ 1986년)/《트랜스포머 2010(戦え!超ロボット生命体トランスフォーマー2010)》(1987년)/《트랜스포머: 더 헤드마스터즈(トランスフォーマー ザ☆ヘッドマスターズ)》(1987년 ~ 1988년)의 27 슬러지(スラージ)의 재탕) (제1화(1990.02.03)부터 등장) (완구 미출시)
- 혼 가이스트(ホーンガイスト) (《트랜스포머(戦え!超ロボット生命体トランスフォーマー)》(1985년 ~ 1986년)/《트랜스포머 2010(戦え!超ロボット生命体トランスフォーマー2010)》(1987년)/《트랜스포머: 더 헤드마스터즈(トランスフォーマー ザ☆ヘッドマスターズ)》(1987년 ~ 1988년)의 28 슬래그(スラッグ)의 재탕) (제1화(1990.02.03)부터 등장) (완구 미출시)
  - 호머(ホーマー) (혼 가이스트(ホーンガイスト) + 아머 가이스트(アーマーガイスト)) (제40화(1990.11.24)부터 등장) (완구 미출시)
- 아머 가이스트(アーマーガイスト) (《트랜스포머(戦え!超ロボット生命体トランスフォーマー)》(1985년 ~ 1986년)/《트랜스포머 2010(戦え!超ロボット生命体トランスフォーマー2010)》(1987년)/《트랜스포머: 더 헤드마스터즈(トランスフォーマー ザ☆ヘッドマスターズ)》(1987년 ~ 1988년)의 29 스날(スナール)의 재탕) (제1화(1990.02.03)부터 등장) (완구 미출시)
- 코우모리(コウモリ) (제5화(1990.03.03)부터 등장) (완구 미출시)
- 트레이더(トレーダー) (제24화(1990.07.21)부터 등장) (완구 미출시)

### 지구용사 선가드(太陽の勇者ファイバード) (1991년 ~ 1992년) (《용자 엑스카이저》와 속편) (시대 설정: 서기2010년~2011년)
- 무장합체 선가드(武装ファイバード) (선가드(ファイバード) (인간 이름: 한불새(火鳥勇太郎)) + 플레임 블레스터(フレイムブレスター)) (제1화(1991.02.02)부터 등장)
  - 그레이트 선가드(グレートファイバード) (무장합체 선가드(武装ファイバード) + 그랑버드(ジェット合体グランバード)) (선가드의 "퍼펙트 합체") (제32화(1991.09.14)부터 등장)
- 썬더 바론(サンダーバロン) (에이스 바론(エースバロン) + 드릴 바론(ドリルバロン) + 로드 바론(ロードバロン) + 아쿠아 바론(アクアバロン) + 스카이 바론(スカイバロン)) (제2화(1991.02.09)부터 등장)
- 가디언(ガーディオン) (가드 스타(ガードスター) + 가드 파이어(ガードファイアー) + 가드 레스큐(ガードレスキュー)) (제3화(1991.02.16)부터 등장)
  - 슈퍼 가디언(スーパーガーディオン) (가디언(ガーディオン) + 가드 윙(ガードウィング)) (가디언의 "퍼펙트 합체") (제23화(1991.07.13)부터 등장)
- 리스터(リスター) (제3화(1991.02.16)부터 등장)
- 가드 윙(ガードウィング) (제21화(1991.06.29)부터 등장)
- 그랑버드(ジェット合体グランバード) (슈퍼 선가드(グランバード) (인간 이름: 한불새(火鳥勇太郎)) + 블레스터 제트(ブレスタージェット)) (제29화(1991.08.24)부터 등장)

악역 메카
- 드라이어스(ドライアス) (데스 이글(デスイーグル) + 데스 타이거(デス・タイガー) + 데스 드래곤(デス・ドラゴン)) (제20화(1991.06.22)부터 등장)

### 전설의 용자 다간(伝説の勇者ダ・ガーン) (1992년 ~ 1993년)
- 다간(ダ・ガーン) (제1화(1992.02.08)부터 등장)
  - 다간 X(ダ・ガーンX) (다간(ダ・ガーン) + 어스 파이터(アースファイター) + 어스 라이너(アースライナー)) (제2화(1992.02.15)부터 등장)
    - 그레이트 다간 GX(グレートダ・ガーンGX) (다간 X(ダ・ガーンX) + 가온(ガ・オーン)) (다간의 "퍼펙트 합체") (제29화(1992.08.22)부터 등장)
- 스카이 세이버(スカイセイバー) (점보 세이버(ジャンボセイバー) + 제트 세이버(ジェットセイバー) + 셔틀 세이버(シャトルセイバー)) (제8화(1992.03.28)부터 등장)
  - 페가서스 세이버(ペガサスセイバー) (스카이 세이버(スカイセイバー) + 호크 세이버(ホークセイバー)) (스카이 세이버의 "퍼펙트 합체") (제19화(1992.06.13)부터 등장)
- 랜드 바이슨(ランドバイソン) (빅 랜더(ビッグランダー) + 터보 랜더(ターボランダー) + 마하 랜더(マッハランダー) + 드릴 랜더(ドリルランダー)) (제9화(1992.04.04)부터 등장)
- 호크 세이버(ホークセイバー) (제18화(1992.06.06)부터 등장)
- 가온(ガ・オーン) (제25화(1992.07.25)부터 등장)

악역 메카
- 레드론(レッドローン) (제1화(1992.02.08)부터 등장) (제10화(1992.04.11)에서 파괴된다) (완구 미출시)
  - 레드 가이스트(レッドガイスト) (《트랜스포머 빅토리(戦え!超ロボット生命体 トランスフォーマー ビクトリー)》(1989년)의 D-336 데스자라스(デスザラス)의 재탕) (제32화(1992.09.26)부터 등장)
- 세븐 체인저(セブンチェンジャー) (제15화(1992.05.16)부터 등장)

### 용자특급 마이트가인(勇者特急マイトガイン) (1993년 ~ 1994년) (시대 설정: 서기2050년(쇼와125년) ~2051년(쇼와 126년))
- 마이트가인(マイトガイン) (가인(ガイン) + 마이트 윙(マイトウィング) + 로코모 라이저(ロコモライザー)) (제1화(1993.01.30)부터 등장)
  - 그레이트 마이트가인(グレートマイトガイン) (마이트가인(マイトガイン) + 마이트카이저(マイトカイザー)) (제27화(1993.08.07)부터 등장)
    - 그레이트 마이트가인 퍼펙트 모드(グレートマイトガイン パーフェクトモード) (그레이트 마이트가인(グレートマイトガイン) + 마이트건너(マイトガンナー)) (마이트가인의 "퍼펙트 합체") (제34화(1993.10.09)부터 등장)
- 트라이 범버(トライボンバー) (라이오 범버(ライオボンバー) + 다이노 범버(ダイノボンバー) + 버드 범버(バードボンバー)) (제2화(1993.02.06)부터 등장)
  - 배틀 범버(バトルボンバー) (트라이 범버(トライボンバー) + 혼 범버(ホーンボンバー)) (트라이 범버의 "퍼펙트 합체") (제17화(1993.05.29)부터 등장)
- 가드 다이버(ガードダイバー) (파이어 다이버(ファイアダイバー) + 폴리스 다이버(ポリスダイバー) + 제트 다이버(ジェットダイバー) + 드릴 다이버(ドリルダイバー)) (제4화(1993.02.20)부터 등장)
- 혼 범버(ホーンボンバー) (제15화(1993.05.15)부터 등장)
- 마이트카이저(マイトカイザー) (제24화(1993.07.17)부터 등장)
- 마이트건너(マイトガンナー) (제32화(1993.09.25)부터 등장)

악역 메카
- 비룡(飛龍) (본명: 소닉(ソニック)) (《트랜스포머: 존(トランスフォーマー ゾーン)》(1990년)의 C-347 소닉 봄버(ソニックボンバー)의 재탕) (제11화(1993.04.17)부터 등장) (제24화(1993.07.17)에서 파괴된다)
  - 창룡(轟龍) (본명: 아틀라스(アトラス)) (《트랜스포머: 존(トランスフォーマー ゾーン)》(1990년)의 C-348 다이 아틀라스(ダイアトラス)의 재탕) (제26화(1993.07.31)부터 등장)
    - 아틀러스 MK-II(アトラスMK-II) → 입실론(イプシロン) (창룡(轟龍)의 양산화(量産化)) (《트랜스포머: 존(トランスフォーマー ゾーン)》(1990년)의 C-348 다이 아틀라스(ダイアトラス)의 재탕) (제41화(1993.12.04)부터 등장) (완구 미출시)
- 블랙 마이트가인(ブラックマイトガイン) (블랙 가인(ブラックガイン) + 블랙 마이트 윙(ブラックマイトウイング) + 블랙 로코모 라이저(ブラックロコモライザー) + 블랙 파일더(ブラックパイルダー)) (제16화(1993.05.22)에서만 등장)

### 로봇수사대 K캅스(勇者警察ジェイデッカー) (1994년 ~ 1995년) (시대 설정: 서기2011년~2012년)
- 제이데커(ジェイデッカー) (BP-110 데커드(デッカード) + 제이 로더(ジェイローダー)) (제2화(1994.02.12)부터 등장)
  - 제이데커 맥스캐논 모드(ジェイデッカー マックスキャノンモード) (제이데커(ジェイデッカー) + BP-601 건맥스(ガンマックス)) (제21화(1994.06.25)부터 등장)
  - 화이어 제이데커(ファイヤージェイデッカー) (제이데커(ジェイデッカー) + 듀크 화이어(デュークファイヤー)) (제29화(1994.08.20)부터 등장)
    - 화이어 제이데커 맥스캐논 모드(ファイヤージェイデッカー マックスキャノンモード) (화이어 제이데커(ファイヤージェイデッカー) + BP-601 건맥스(ガンマックス))  (제이데커의 "퍼펙트 합체") (제31화(1994.09.10)부터 등장)
- 빌드 타이거(ビルドタイガー) (BP-301 맥크레인(マクレーン) + BP-302 파워죠(パワージョー) + BP-303 덤프슨(ダンプソン)) (제8화(1994.03.26)부터 등장)
  - 슈퍼 빌드 타이거(スーパービルドタイガー) (빌드 타이거(ビルドタイガー) + BP-304 드릴 보이(ドリルボーイ)) (빌드 타이거의 "퍼펙트 합체") (제15화(1994.05.14)부터 등장)
- BP-501 쉐도우Z(シャドウ丸) (《트랜스포머: 더 헤드마스터즈(トランスフォーマー ザ☆ヘッドマスターズ)》(1987년 ~ 1988년)의 D-98 식스 샷(シックスショット)/《트랜스포머 빅토리(戦え!超ロボット生命体 トランスフォーマー ビクトリー)》(1989년)의 C-325 그레이트 샷(グレートショット)의 재탕) (제10화(1994.04.09)부터 등장)
- BP-500X 미러(カゲロウ) (《트랜스포머: 더 헤드마스터즈(トランスフォーマー ザ☆ヘッドマスターズ)》(1987년 ~ 1988년)의 D-98 식스 샷(シックスショット)/《트랜스포머 빅토리(戦え!超ロボット生命体 トランスフォーマー ビクトリー)》(1989년)의 C-325 그레이트 샷(グレートショット)의 재탕) (제10화(1994.04.09)부터 등장) (완구 미출시)
- BP-304 드릴 보이(ドリルボーイ) (제14화(1994.05.07)부터 등장)
- BP-601 건맥스(ガンマックス) (제19화(1994.06.11)부터 등장)
- 듀크 화이어(デュークファイヤー) (BP-119 듀크(デューク) + 화이어 로더(ファイヤーローダー)) (제25화(1994.07.23)부터 등장)

악역 메카
- 사탄 제이데커(サタンジェイデッカー) (제이데커(ジェイデッカー) + 카이저 나이트(ガイゾナイト)) (제25화(1994.07.23)부터 등장) (제27화(1994.08.06)에서 파괴된다) (완구 미출시)

### 황금로봇 골드런(黄金勇者ゴルドラン) (1995년 ~ 1996년)
- 골드런(ゴルドラン) (킹 스톤(ドラン) + 울트라 골드(ゴルゴン)) (제1화(1995.02.04)부터 등장)
  - 스카이 골드런(スカイゴルドラン) (골드런(ゴルドラン) + 스카이 호크(空影)) (제15화(1995.05.13)부터 등장)
    - 그레이트 골드런(グレートゴルドラン) (스카이 골드런(スカイゴルドラン) + 레온 카이저(レオンカイザー)) (골드런의 "퍼펙트 합체") (제31화(1995.09.09)부터 등장)
- 어드벤저(アドベンジャー) (제2화(1995.02.11)부터 등장)
- 실버리온(シルバリオン) (제트 실버(ジェットシルバー) + 스타 실버(スターシルバー) + 드릴 실버(ドリルシルバー)) (제7화(1995.03.18)부터 등장)
  - 가드 실버리온(ゴッドシルバリオン) (실버리온(シルバリオン) + 파이어 실버(ファイヤーシルバー)) (실버리온의 "퍼펙트 합체") (제22화(1995.07.01)부터 등장)
- 스카이 호크(空影) (제14화(1995.05.06)부터 등장)
- 파이어 실버(ファイヤーシルバー) (제21화(1995.06.24)부터 등장)
- 레온 카이저(レオンカイザー) (레온(レオン) + 카이저(カイザー)) (제28화(1995.08.12)부터 등장)
- 캡틴 샤크(キャプテンシャーク) (제32화(1995.09.16)부터 등장)

악역 메카
- 스콜피건(ザゾリガン) (《트랜스포머: 더 헤드마스터즈(トランスフォーマー ザ☆ヘッドマスターズ)》(1987년 ~ 1988년)의 D-93 메가 자락(メガザラック)/《트랜스포머: 초신 마스터포스(トランスフォーマー 超神マスターフォース)》(1988년 ~ 1989년)의 D-311 블랙 자락(ブラックザラック)의 재탕) (제1화(1995.02.04)부터 등장) (제11화(1995.04.15)에서 파괴된다) (완구 미출시)
  - 데스케리건(デスギャリガン) (《트랜스포머: 리턴 오브 콘보이(トランスフォーマー リターン・オブ・コンボイ)》(1991년)의 C-360 스카이 게리(スカイギャリー)의 재탕) (제12화(1995.04.22)부터 등장)
- 커스텀 기어(カスタムギア) → 엑셀 기어(エクセルギア) (양산형 메카) (제1화(1995.02.04)부터 등장) (엑셀 기어(エクセルギア)는 완구 미출시)
  - 미사일 기어(ミサイルギア) (양산형 메카) (《트랜스포머: 리턴 오브 콘보이(トランスフォーマー リターン・オブ・コンボイ)》(1991년)의 C-360 샷 봄버(ショットボンバー)의 재탕) (제13화(1995.04.29)부터 등장)
- 우사린 Mk-II(ウサリンMk-II) (여성 메카) (제16화(1995.05.20)부터 등장) (제29화(1995.08.19)에서 파괴된다) (완구 미출시)
- 다크 골드런(ダークゴルドラン) (블랙 킹 스톤(ワルドラン) + 울트라 골드(ゴルゴン)) (제27화(1995.08.05)에서만 등장) (완구 미출시)
- 검은 독수리 1호(リバイバロン) (《트랜스포머: 존(トランスフォーマー ゾーン)》(1990년)의 C-347 소닉 봄버(ソニックボンバー)의 재탕) (제31화(1995.09.09)에서만 등장) (완구 미출시)
- 날-샌드런(ゴルソドラン) (제37화(1995.10.21)에서만 등장) (완구 미출시)
  - 스카이 날-샌드런(スカイゴルソドラン) (날-샌드런(ゴルソドラン) + 샌드 호크(ソドカゲ)) (제37화(1995.10.21)에서만 등장)
- 샌드벤저(ソドベンジャー) (제37화(1995.10.21)에서만 등장) (완구 미출시)
- 샌드 호크(ソドカゲ) (제37화(1995.10.21)에서만 등장) (완구 미출시)
- 가드 샌드리온(ゴッドソドバリオン) (제37화(1995.10.21)에서만 등장) (완구 미출시)
- 샌드 카이저(ソドンカイザー) (제37화(1995.10.21)에서만 등장) (완구 미출시)

### 로봇용사 다그온(勇者指令ダグオン) (1996년 ~ 1997년)
- 화이어 다그온(ファイヤーダグオン) (다그 화이어(ダグファイヤー) (인간 이름: 강열(大堂寺炎)) + 화이어 점보(ファイヤージャンボ) + 화이어 래더(ファイヤーラダー) + 화이어 레스큐(ファイヤーレスキュー)) (제2화(1996.02.10)부터 등장)
  - 파워 다그온(パワーダグオン) (다그 화이어(ダグファイヤー) (인간 이름: 강열(大堂寺炎)) + 파워 포크레인(ファイヤーショベル)) (제31화(1996.09.07)부터 등장)
  - 슈퍼 화이어 다그온(スーパーファイヤーダグオン) (화이어 다그온(ファイヤーダグオン) + 파워 포크레인(ファイヤーショベル)) (화이어 다그온의 "퍼펙트 합체") (제41화(1996.11.23)부터 등장)
  - 파이널 다그온(ファイナルダグオン) (다그 화이어(ダグファイヤー) (인간 이름: 강열(大堂寺炎)) + 다그 터보(ダグターボ) (인간 이름: 한바다(広瀬海)) + 다그 아머(ダグアーマー) (인간 이름: 전나무(沢邑森)) + 다그 윙(ダグウイング) (인간 이름: 김나래(風祭翼)) + 다그 쉐도우(ダグシャドー) (인간 이름: 장룡(刃柴竜)) + 다그 드릴(ダグドリル) (인간 이름: 나대포(黒岩激)) + 다그 썬더(ダグサンダー) (인간 이름: 라이(宇津美雷))) (《로봇용사 다그온: 수정 눈동자의 소년 (勇者指令ダグオン 水晶の瞳の少年)》 (1998년) (한국 미방영)에서만 등장)
- 라이너 다그온(ライナーダグオン) (다그 터보(ダグターボ) (인간 이름: 한바다(広瀬海)) + 다그 아머(ダグアーマー) (인간 이름: 전나무(沢邑森)) + 다그 윙(ダグウイング) (인간 이름: 김나래(風祭翼))) (제4화(1996.02.24)부터 등장)
  - 슈퍼 라이너 다그온(スーパーライナーダグオン) (라이너 다그온(ライナーダグオン) + 다그 드릴(ダグドリル) (인간 이름: 나대포(黒岩激))) (라이너 다그온의 "퍼펙트 합체") (제21화(1996.06.22)부터 등장)
- 쉐도우 다그온(シャドーダグオン) (다그 쉐도우(ダグシャドー) (인간 이름: 장룡(刃柴竜)) + 가드 울프(ガードウルフ) + 가드 호크(ガードホーク) + 가드 타이거(ガードタイガー)) (제7화(1996.03.16)부터 등장)
- 다그 베이스(ダグベース) (《트랜스포머: 리턴 오브 콘보이(トランスフォーマー リターン・オブ・コンボイ)》(1991년)의 C-371 그랜더스(グランダス)의 재탕) (제7화(1996.03.16)부터 등장)
- 라이언(ライアン) (제11화(1996.04.13)부터 등장)
- 다그 드릴(ダグドリル) (인간 이름: 나대포(黒岩激)) (제20화(1996.06.15)부터 등장)
- 건키드(ガンキッド) (본명: 건드로이드 T96(ガンドロイドT96)) (제23화(1996.07.06)부터 등장)
- 썬더 다그온(サンダーダグオン) (다그 썬더(ダグサンダー) (인간 이름: 라이(宇津美雷)) + 썬더 우주선(サンダーシャトル)) (《트랜스포머 빅토리(戦え!超ロボット生命体 トランスフォーマー ビクトリー)》(1989년)/《트랜스포머: 존(トランスフォーマー ゾーン)》(1990년)의 C-326 갤럭시 셔틀(ギャラクシーシャトル)의 재탕) (제36화(1996.10.12)부터 등장)

### 사자왕 가오가이거(勇者王ガオガイガー) (1997년 ~ 1998년) (시대 설정: 서기2005년~2006년)
- GBR-1 가오가이거(ガオガイガー) (가이거(ガイガー) (인간 이름: 가이(獅子王凱)) + 스텔스 가오(ステルスガオー) + 라이너 가오(ライナーガオー) + 드릴 가오(ドリルガオー)) (제1화(1997.02.01)부터 등장)
  - GBR-1 스타 가오가이거(スターガオガイガー) (가이거(ガイガー) (인간 이름: 가이(獅子王凱)) + 스텔스 가오 II(ステルスガオーII) + 라이너 가오(ライナーガオー) + 드릴 가오(ドリルガオー)) (제38화(1997.11.01)부터 등장)
  - GBR-11 가오파이가(ガオファイガー) (본명: 파이팅 가오가이거(ファイティング・ガオガイガー)) (F-111 가오파(ガオファー) (본명: 파이팅 가이거(ファイティング・ガイガー)) (인간 이름: 가이(獅子王凱)) + 스텔스 가오 III(ステルスガオーIII) + 라이너 가오 II(ライナーガオーII) + 드릴 가오 II(ドリルガオーII)) (《사자왕 가오가이거 FINAL (勇者王ガオガイガーFINAL)》 (2000년 ~ 2003년) (시대 설정: 서기 2007년 ~ 2008년)/《사자왕 가오가이거 FINAL GRAND GLORIOUS GATHERING (勇者王ガオガイガーFINAL GRAND GLORIOUS GATHERING)》 (2005년) (시대 설정: 서기 2007년 ~ 2008년)과 《패계왕 ~가오가이거 대 베터맨~ (覇界王〜ガオガイガー対ベターマン〜)》 (2016년 ~ 2021년) (시대 설정: 서기 2016년 ~ 2018년)에서만 등장)
  - 제네식 가오가이거(ジェネシックガオガイガー) (제네식 가이거(ジェネシックガイガー) (인간 이름: 가이(獅子王凱) + 가제트 가오(ガジェットガオー) + 브로큰 가오(ブロウクンガオー) + 브로텍트 가오(プロテクトガオー) + 스파이럴 가오(スパイラルガオー) + 스트레이트 가오(ストレイトガオー)) (가오가이거의 "퍼펙트 합체") (《사자왕 가오가이거 FINAL (勇者王ガオガイガーFINAL)》 (2000년 ~ 2003년) (시대 설정: 서기 2007년 ~ 2008년)/《사자왕 가오가이거 FINAL GRAND GLORIOUS GATHERING (勇者王ガオガイガーFINAL GRAND GLORIOUS GATHERING)》 (2005년) (시대 설정: 서기 2007년 ~ 2008년)과 《패계왕 ~가오가이거 대 베터맨~ (覇界王〜ガオガイガー対ベターマン〜)》 (2016년 ~ 2021년) (시대 설정: 서기 2016년 ~ 2018년)에서만 등장)
  - GBR-21 가오가이고(ガオガイゴー) (가이고(ガイゴー) + 스텔스 가오 II(ステルスガオーII) + 라이너 가오 II(ライナーガオーII) + 드릴 가오 II(ドリルガオーII)) (《패계왕 ~가오가이거 대 베터맨~ (覇界王〜ガオガイガー対ベターマン〜)》 (2016년 ~ 2021년) (시대 설정: 서기 2016년 ~ 2018년)에서만 등장)
- 썬더 바이킹(超竜神) (GBR-2 블루건(氷竜) + GBR-3 레드건(炎竜)) (제6화(1997.03.08)부터 등장)
  - 썬더 마커스(幻竜神) (GBR-2 블루건(氷竜) + GBR-7 플래시건(雷龍)) (제43화(1997.12.06)부터 등장)
  - 상초룡신(翔超竜神) (썬더 바이킹(超竜神) + GBR-5 상룡(翔竜)) (썬더 바이킹의 "퍼펙트 합체") (《패계왕 ~가오가이거 대 베터맨~ (覇界王〜ガオガイガー対ベターマン〜)》 (2016년 ~ 2021년) (시대 설정: 서기 2016년 ~ 2018년)에서만 등장)
- 빅 볼포크(ビッグボルフォッグ) (GBR-4 볼포크(ボルフォッグ) + 건호버(ガンドーベル) + 헬리거(ガングルー)) (제14화(1997.05.03)부터 등장)
- 붐붐 로봇(プライヤーズ) (DP-C1 (Dimension Plier-Center. 1st Head Machine) & DP-R2 (Dimension Plier-Right. 2nd Connector Machine) & DP-L3 (Dimension Plier-Left. 3rd Connector Machine)) (제17화(1997.05.24)부터 등장)
- GMX-GH101 골디맥(ゴルディーマーグ) (제21화(1997.06.21)부터 등장)
  - 골디더블맥(ゴルディーダブルマーグ) (GMX-GH101 골디맥(ゴルディーマーグ) + 더블맥(ダブルマーグ)) (《패계왕 ~가오가이거 대 베터맨~ (覇界王〜ガオガイガー対ベターマン〜)》 (2016년 ~ 2021년) (시대 설정: 서기 2016년 ~ 2018년)에서만 등장)
- XCR-13 마이크 사운더스 13세(マイク・サウンダース13世) (제23화(1997.07.05)부터 등장)
- 썬더 카이저(撃龍神) (GBR-6 윈드건(風龍) + GBR-7 플래시건(雷龍)) (제36화(1997.10.11)부터 등장)
  - 썬더 자이언트(強龍神) (GBR-6 윈드건(風龍) + GBR-3 레드건(炎竜)) (제43화(1997.12.06)부터 등장)
- GBR-10 포르코트(ポルコート) (《사자왕 가오가이거 외전: 사자의 여왕 (勇者王ガオガイガー外伝 獅子の女王)》 (1998년) (시대 설정: 서기 2005년)과 《패계왕 ~가오가이거 대 베터맨~ (覇界王〜ガオガイガー対ベターマン〜)》 (2016년 ~ 2021년) (시대 설정: 서기 2016년 ~ 2018년)에서만 등장)
  - GBR-10 빅 포르코트(ビッグポルコート) (GBR-10 포르코트(ポルコート) + 건셰퍼(ガンシェパー) + 건호크(ガンホーク)) (포르코트의 "퍼펙트 합체") (《패계왕 ~가오가이거 대 베터맨~ (覇界王〜ガオガイガー対ベターマン〜)》 (2016년 ~ 2021년) (시대 설정: 서기 2016년 ~ 2018년)에서만 등장)
- 천룡신(天竜神) (GBR-8 광룡(光竜) + GBR-9 암룡(闇竜)) (여성 메카) (《사자왕 가오가이거 FINAL (勇者王ガオガイガーFINAL)》 (2000년 ~ 2003년) (시대 설정: 서기 2007년 ~ 2008년)/《사자왕 가오가이거 FINAL GRAND GLORIOUS GATHERING (勇者王ガオガイガーFINAL GRAND GLORIOUS GATHERING)》 (2005년) (시대 설정: 서기 2007년 ~ 2008년)과 《패계왕 ~가오가이거 대 베터맨~ (覇界王〜ガオガイガー対ベターマン〜)》 (2016년 ~ 2021년) (시대 설정: 서기 2016년 ~ 2018년)에서만 등장)
  - 휘룡신(輝竜神) (GBR-8 광룡(光竜) + GBR-15 일룡(日龍)) (《패계왕 ~가오가이거 대 베터맨~ (覇界王〜ガオガイガー対ベターマン〜)》 (2016년 ~ 2021년) (시대 설정: 서기 2016년 ~ 2018년)에서만 등장)
    - 상휘룡신(翔輝竜神) (휘룡신(輝竜神) + GBR-5 상룡(翔竜)) (휘룡신의 "퍼펙트 합체") (《패계왕 ~가오가이거 대 베터맨~ (覇界王〜ガオガイガー対ベターマン〜)》 (2016년 ~ 2021년) (시대 설정: 서기 2016년 ~ 2018년)에서만 등장)
- GBR-5 상룡(翔竜) (《패계왕 ~가오가이거 대 베터맨~ (覇界王〜ガオガイガー対ベターマン〜)》 (2016년 ~ 2021년) (시대 설정: 서기 2016년 ~ 2018년)에서만 등장)
- 성룡신(星龍神) (GBR-14 월룡(月龍) + GBR-15 일룡(日龍)) (여성 메카) (《패계왕 ~가오가이거 대 베터맨~ (覇界王〜ガオガイガー対ベターマン〜)》 (2016년 ~ 2021년) (시대 설정: 서기 2016년 ~ 2018년)에서만 등장)
  - 상성룡신(翔星龍神) (성룡신(星龍神) + GBR-5 상룡(翔竜)) (성룡신의 "퍼펙트 합체") (《패계왕 ~가오가이거 대 베터맨~ (覇界王〜ガオガイガー対ベターマン〜)》 (2016년 ~ 2021년) (시대 설정: 서기 2016년 ~ 2018년)에서만 등장)
  - 신룡신(新龍神) (GBR-14 월룡(月龍) + GBR-9 암룡(闇竜)) (《패계왕 ~가오가이거 대 베터맨~ (覇界王〜ガオガイガー対ベターマン〜)》 (2016년 ~ 2021년) (시대 설정: 서기 2016년 ~ 2018년)에서만 등장)
- 주룡(宙龍) (《패계왕 ~가오가이거 대 베터맨~ (覇界王〜ガオガイガー対ベターマン〜)》 (2016년 ~ 2021년) (시대 설정: 서기 2016년 ~ 2018년)에서만 등장)
- 더블맥(ダブルマーグ) (《패계왕 ~가오가이거 대 베터맨~ (覇界王〜ガオガイガー対ベターマン〜)》 (2016년 ~ 2021년) (시대 설정: 서기 2016년 ~ 2018년)에서만 등장)

악역 메카
- 킹 제이더(キングジェイダー) (제이더(ジェイダー) (인간 이름: 솔리타드 J(ソルダートJ)) + 제이 아크(ジェイアーク)) (제31화(1997.08.30)부터 등장)
- 레프리진 가오가이거(レプリジン・ガオガイガー) (《사자왕 가오가이거 FINAL (勇者王ガオガイガーFINAL)》 (2000년 ~ 2003년) (시대 설정: 서기 2007년 ~ 2008년)/《사자왕 가오가이거 FINAL GRAND GLORIOUS GATHERING (勇者王ガオガイガーFINAL GRAND GLORIOUS GATHERING)》 (2005년) (시대 설정: 서기 2007년 ~ 2008년)에서만 등장)

#### 베터맨(ベターマン) (1999년) (시대 설정: 서기 2006년) (《사자왕 가오가이거》와 스핀오프) (심야 애니메이션) (한국 미방영)
- 각성인 1호(覚醒人1号) (제1화(1999.04.01)부터 등장)
  - 각성인 V2(覚醒人V2) (《패계왕 ~가오가이거 대 베터맨~ (覇界王〜ガオガイガー対ベターマン〜)》 (2016년 ~ 2021년) (시대 설정: 서기 2016년 ~ 2018년)에서만 등장)
- 티란(ティラン) (제1화(1999.04.01)부터 등장)
- 블로섬(ブロッサム) (양산형 메카) (제22화(1999.09.02)부터 등장)

### 대투사 포토그라이저(大闘士フォトグライザー) (기획이 제안되고 있었지만, 《사자왕 가오가이거》의 실패로 인해 《대투사 포토그라이저》 계획은 《구슬동자(Bビーダマン爆外伝)》을 위해 완전히 전면 백지화 돼버리고 말았다) (,,,,,,)
- 포토그라이저(フォトグライザー) (포토그랜(フォトグラン) + 포토 자우러(フォトザウラー) + 포토라노돈(フォトラノドン))
- 오페라 글래스터(オペラグラスター) (오페라그랜(オペラグラン) + 오페라 레스큐(オペラレスキュー))
- 블로우 벅스(ブローバックス) (블로우건(ブローガン) + 블로우 폴리스(ブローポリス))
- 크로노 스타(クロノスター) (크로노크(クロノック) + 크로노 라이너(クロノライナー))
- 라이틴거(ライティンガー) (라이티(ライティー) + 라이(ライ) + 스팀(スチーム))
- 파치파치(パチパチ)

악역 메카
- 매드 건너(マッドガンナー)
- 데스 드릴(デスドリル)

### 용자성전 반간(勇者聖戦バーンガーン) (《신세기 로봇 전기 브레이브 사가(新世代ロボット戦記ブレイブサーガ)》 (1999년), 《브레이브 사가 2(ブレイブサーガ2)》 (2000년)과 《브레이브 사가 신장 아스타리아(ブレイブサーガ 新章 アスタリア)》 (2001년)의 오리지널 작품)
- 반간(バーンガーン) (VR-3C 반(バーン) + 간 대셔(ガーンダッシャー)) (《신세기 로봇 전기 브레이브 사가 (新世代ロボット戦記ブレイブサーガ)》 (1999년)부터 등장)
  - 그레이트 반간(グレートバーンガーン) (반간(バーンガーン) + 마하 스페리온(マッハスペリオン)) (반간의 "퍼펙트 합체") (《신세기 로봇 전기 브레이브 사가 (新世代ロボット戦記ブレイブサーガ)》 (1999년)부터 등장)
- 마하 스페리온(マッハスペリオン) (스페리온(スペリオン) + 마하 피닉스(マッハフェニックス)) (《신세기 로봇 전기 브레이브 사가 (新世代ロボット戦記ブレイブサーガ)》 (1999년)부터 등장)
- 매그너(マグナ) (《브레이브 사가 2 (ブレイブサーガ2)》 (2000년)부터 등장)
  - 매그너 봄버(マグナボンバー) (매그너(マグナ) + 플래시(フラッシュ)) (《브레이브 사가 2 (ブレイブサーガ2)》 (2000년)부터 등장)
- 플래시(フラッシュ) (《브레이브 사가 2 (ブレイブサーガ2)》 (2000년)부터 등장)
  - 플래시 카이저(フラッシュカイザー) (플래시(フラッシュ) + 매그너(マグナ)) (《브레이브 사가 2 (ブレイブサーガ2)》 (2000년)부터 등장)
- 모토 바리온(モトヴァリオン) → 바리온(ヴァリオン) (《브레이브 사가 2 (ブレイブサーガ2)》 (2000년)부터 등장)
  - 세이버 바리온(セイバーヴァリオン) (모토 바리온(モトヴァリオン) + 스카이 소닉(スカイソニック) + 랜드 파이어(ランドファイヤー) + 마린 스피더(マリンスピーダー)) (《브레이브 사가 2 (ブレイブサーガ2)》 (2000년)부터 등장)
  - 에이스 바리온(エースヴァリオン) (모토 바리온(モトヴァリオン) + 랜드 파이어(ランドファイヤー) + 마린 스피더(マリンスピーダー) + 스카이 소닉(スカイソニック)) (《브레이브 사가 2 (ブレイブサーガ2)》 (2000년)부터 등장)
  - 맥스 바리온(マックスヴァリオン) (모토 바리온(モトヴァリオン) + 마린 스피더(マリンスピーダー) + 스카이 소닉(スカイソニック) + 랜드 파이어(ランドファイヤー)) (《브레이브 사가 2 (ブレイブサーガ2)》 (2000년)부터 등장)
  - 빅토리온(ヴィクトリオン) (바리온(ヴァリオン) + 코즈믹 셔틀(コズミックシャトル)) (《브레이브 사가 2 (ブレイブサーガ2)》 (2000년)부터 등장)
    - 갤럭시온(ギャラクシオン) (빅토리온(ヴィクトリオン)의 변형한 모습) (《브레이브 사가 2 (ブレイブサーガ2)》 (2000년)부터 등장)
- 간바 01(ガンバー01) (간바(ガンバー) + 제로 원(ゼロワン)) (《브레이브 사가 신장 아스타리아 (ブレイブサーガ 新章 アスタリア)》 (2001년)부터 등장)
  - 젯타 간바(ゼッターガンバー) (간바 01(ガンバー01) + 젯타 99(ゼッター99) + 빅 콘돌(ビッグコンドル) + 플러스 젯타(プラスジェッター)) (간바 01의 "퍼펙트 합체") (《브레이브 사가 신장 아스타리아 (ブレイブサーガ 新章 アスタリア)》 (2001년)부터 등장)
- 젯타 99(ゼッター99) (젯타(ゼッター) + 더블 나인(ダブルナイン)) (《브레이브 사가 신장 아스타리아 (ブレイブサーガ 新章 アスタリア)》 (2001년)부터 등장)
- 빅 파더(ビッグファザー) (파더(ファザー) + 빅 콘돌(ビッグコンドル) + ???(드릴차량형 메카) + ???(구조차량형 메카)) (《브레이브 사가 신장 아스타리아 (ブレイブサーガ 新章 アスタリア)》 (2001년)부터 등장)

### 양자도약 레이젤버(量子跳躍レイゼルバー) (《신세기 용자 대전(新世紀勇者大戦)》 (2005년)의 오리지널 작품)
- 레이젤버(レイゼルバー) (레이저(レイザー) + 레이 호크(レイホーク))
  - 다이 레이저(ダイレイザー) (레이젤버(レイゼルバー) + 레이 윙(レイウイング) + 레이 마린(レイマリン) + 레이 탱크(レイタンク)) (레이젤버(レイゼルバー)의 "퍼펙트 합체")
- 엠페리오스 (エンペリオス)
  - 엠페리오스 포르테(エンペリオスフォルテ) (엠페리오스(エンペリオス) + 배틀 체이서(バトルチェイサー))
    - 엠페리오스 포르티시모(エンペリオスフォルティシモ) (엠페리오스 포르테(エンペリオスフォルテ) + 베르바라(ベルヴァーラ)) (엠페리오스 (エンペリオス)의 "퍼펙트 합체")

### 용자우주 소그레이더(ブレイブユニバース ソーグレーダー) (2023년 ~ 현재) (Web 만화)
- 소그레이더(ソーグレーダー) (소그(ソーグ) + 알파 호(アルファー号, 신칸센 E956형 전동차 모습을 가진 기차 형태의 메카) + 류세이 호(リュウセー号, 용 형태를 가진 메카) + 시저 호(シーザー号, 범선 형태를 가진 메카)